# STS-105
إس تي إس-105 (بالإنجليزية: STS-105)‏ الرحلة السادسة بعد المائة ضمن برنامج مكوك الفضاء لوكالة ناسا، والرحلة الثلاثون على متن مكوك الفضاء ديسكفري، انطلقت الرحلة في 10 أغسطس 2001 من مركز كينيدي للفضاء ، وهبطت بتاريخ 22 أغسطس في مركز كنيدي أيضاً، بعد إثنى عشر يوماً مكثتها الرحلة في الفضاء، توجهت البعثة إلى محطة الفضاء الدولية وقامت بنقل معدات واجهزة للمحطة وإجراء عمليات سير في الفضاء وإجراء عدة تجارب علمية، بلغ عدد الرواد المشاركين في الرحلة سبعة رواد من بينهم خمس أمريكيون ورائدي فضاء روس.